# Patrick Quinn (Aktivist)
Patrick Quinn (* 10. Februar 1983 in Yonkers; † 22. November 2020 ebenda) war ein Aktivist für  Aufmerksamkeit auf die Amyotrophe Lateralsklerose (ALS), der durch die ALS Ice Bucket Challenge, eine virale Social-Media-Kampagne, dazu beigetragen hat, Bewusstsein zu schaffen und mehr als 220 Millionen US-Dollar für medizinische Forschung zu sammeln.

## Jugend
Quinn wurde 1983 in Yonkers im Bundesstaat New York als Sohn von Rosemary und Patrick Quinn Sr. geboren. Er besuchte das Iona College in New Rochelle, New York, wo er Teil des Rugby-Teams war. Einen Monat nach seinem 30. Geburtstag wurde bei ihm die amyotrophe Lateralsklerose (auch als Motoneuron-Krankheit und in den USA als Lou Gehrig-Krankheit bekannt) diagnostiziert.

## ALS-Aktivismus
Zusammen mit seinem ALS-Aktivisten und Kapitän des Baseballteams des Boston College, Peter Frates, half er, die Aufmerksamkeit auf ALS zu lenken, indem er die Ice Bucket Challenge mitgestaltete, eine videofähige Spendenaktion, die viral wurde und dazu beitrug, mehr als 220 Millionen US-Dollar zu generieren für die medizinische Forschung für die Krankheit. Die Herausforderung wurde 2014 viral, als Prominente und gewöhnliche Menschen auf der ganzen Welt Kurzvideos drehten, in denen sie Eimer mit Eiswasser auf den Kopf schütteten, sich zu Spenden für die ALS-Forschung verpflichteten und andere aufforderten, dasselbe zu tun. Die Kampagne hatte über 20 Millionen Videos erstellt und mit Prominenten wie dem ehemaligen Präsidenten George W. Bush, Bill Gates, Justin Bieber, LeBron James, Leonardo DiCaprio, Lady Gaga, und Oprah Winfrey geteilt.
Die Kampagne begann in Florida mit einem Golfer, Chris Kennedy, der die Herausforderung annahm, ein Familienmitglied mit ALS zu bejubeln. Die Nachricht erreichte bald Quinn und Frates, die die Herausforderung in den sozialen Medien bewarben. Sowohl Quinn als auch Frates nahmen die Herausforderung zur Unterstützung des in Cambridge, MA, ansässigen ALS Therapy Development Institute an.
Die Autoren Casey Sherman und Dave Wedge schreiben in ihrem Buch Ice Bucket Challenge: Pete Frates und der Kampf gegen ALS, dass Frates Quinns Mentor wurde, angezogen von seiner „Entschlossenheit, seinem Engagement, seinem Antrieb und seiner Leidenschaft“ und auch von seiner Verwandtschaft von der Tatsache, dass beide viel jünger waren als der durchschnittliche ALS-Patient.
Quinn setzte sein Eintreten nach der Herausforderung durch seine Stiftung „Quinn for the Win“ fort, um ein Bewusstsein für die Krankheit zu schaffen und Mittel für die Forschung zu sammeln. Er sprach weiterhin in Foren, um das Bewusstsein zu schärfen, und führte die Herausforderung jedes Jahr im August in Yonkers, New York, mit dem Titel „Jeden August bis zur Heilung“ durch. Er wurde von der ALS Association mit dem „ALS Heroes“ Award 2015 für seine "signifikanten positiven Auswirkungen" auf den Kampf gegen ALS ausgezeichnet. Er wurde zusammen mit Frates für die Person des Jahres des Time-Magazine für seine Rolle bei der Sensibilisierung für die Krankheit und der Förderung der Forschung nominiert.
Er starb am 22. November 2020 im Alter von 37 Jahren in seiner Heimatstadt Yonkers, New York. In einer Erklärung würdigte die ALS Association seine Bemühungen und sagte weiter: „Die Ice Bucket-Herausforderung hat den Kampf gegen ALS dramatisch beschleunigt und zu neuen Forschungsergebnissen, einer Ausweitung der Versorgung von Menschen mit ALS und größeren Investitionen der Regierung in ALS geführt.“ Über seine spezifische Rolle sagte der ALS-Verband: „Pat hat den Verlauf des Kampfes gegen ALS für immer verändert. Er inspirierte Millionen, sich zu engagieren und sich um Menschen zu kümmern, die mit ALS leben.“

## Persönliches Leben
Quinn heiratete seine Freundin zum Zeitpunkt seiner Diagnose mit ALS. Später wurde die Ehe geschieden. Patrick Quinn hinterließ seine Eltern und zwei Brüder.

## Belege
1. ↑  Peter Maxwill; Mitbegründer der Ice Bucket Challenge gestorben, auf spiegel.de vom 23. November 2020, abgerufen am 23. November 2020
2. 1 2 3  Concepción de León: Pat Quinn, Who Promoted A.L.S. Ice Bucket Challenge, Dies at 37. In: The New York Times. 23. November 2020, ISSN 0362-4331 (nytimes.com [abgerufen am 23. November 2020]).
3. 1 2  Staff, agencies: Ice Bucket Challenge co-creator Patrick Quinn dies aged 37. In: The Guardian. 23. November 2020, ISSN 0261-3077 (theguardian.com [abgerufen am 23. November 2020]).
4. ↑  Casey Sherman, Dave Wedge: The Ice Bucket Challenge: Pete Frates and the Fight against ALS. University Press of New England, 2017, ISBN 978-1-5126-0159-6 (englisch, google.com).
5. ↑  Reuters Staff: Ice Bucket Challenge co-creator Patrick Quinn dies at age 37. In: Reuters. 22. November 2020 (reuters.com [abgerufen am 23. November 2020]).

| Personendaten    | Personendaten                                                   |
| ---------------- | --------------------------------------------------------------- |
| NAME             | Quinn, Patrick                                                  |
| KURZBESCHREIBUNG | US-amerikanischer Aktivist für Amyotrophe Lateralsklerose (ALS) |
| GEBURTSDATUM     | 10. Februar 1983                                                |
| GEBURTSORT       | Yonkers                                                         |
| STERBEDATUM      | 22. November 2020                                               |
| STERBEORT        | Yonkers                                                         |